# Gustave Charlier
Gustave Charlier  (* 20. Juli 1885 in Huy; † 8. April 1959) war ein belgischer Romanist und Literaturwissenschaftler.

## Leben
Charlier studierte Romanische Philologie bei Maurice Wilmotte und Gustave Lanson. Er promovierte 1908 über Le sentiment de la nature chez les Romantiques français, 1762-1830 (Paris/Brüssel 1912). Nach weiteren Studien in Florenz und Bonn begann er 1912 eine Lehrtätigkeit an der Université libre de Bruxelles und war dort von 1920 bis 1955 ordentlicher Professor. Von Dezember 1941 bis März 1942 wurde er von den deutschen Besatzern in der Festung Huy interniert. Seit 1921 war er Mitglied der Académie royale de Belgique.
Charlier war verheiratet mit der Historikerin Suzanne Tassier-Charlier (1898–1956).

## Werke
- (Hrsg.) Manzoni. Œuvres choisies, Paris 1924
- De Ronsard à Victor Hugo. Problèmes d'histoire littéraire, Brüssel 1931, 1939, Paris 1952
- (Hrsg.) Torquato Tasso, Paris 1928
- Stendhal et ses amis belges, Paris 1931
- (Hrsg.) Machiavel. Œuvres choisies, Paris 1935
- Aspects de Lamartine, Paris 1938
- Les lettres françaises de Belgique. Esquisse historique, Brüssel 1938, 1944
- Commynes, Brüssel 1945
- Passages. Essais, Brüssel 1947
- Le Mouvement romantique en Belgique (1815-1850). I. La Bataille romantique; II. Vers un romantisme national, 2 Bde., Brüssel 1948, 1959
- De Montaigne à Verlaine. Nouveaux problèmes d'histoire littéraire, Brüssel 1956
- (Hrsg. zusammen mit Joseph Hanse) Histoire illustrée des lettres françaises de Belgique, Brüssel  1958
- Portraits italiens, Brüssel 1961